# Умм-Хаджер
Умм-Хаджер (фр. Oum Hadjer) — місто у центрі Чаду, столиця департаменту Східна Батха.

## Географія
Лежить у середній течії річки Батха на захід від плато Еннеді.

### Клімат
Місто знаходиться у зоні, котра характеризується кліматом помірних степів та напівпустель. Найтепліший місяць — квітень із середньою температурою 33.5 °C (92.3 °F). Найхолодніший місяць — січень, із середньою температурою 25.5 °С (77.9 °F).
| Клімат Умм-Хаджера      | Клімат Умм-Хаджера | Клімат Умм-Хаджера | Клімат Умм-Хаджера | Клімат Умм-Хаджера | Клімат Умм-Хаджера | Клімат Умм-Хаджера | Клімат Умм-Хаджера | Клімат Умм-Хаджера | Клімат Умм-Хаджера | Клімат Умм-Хаджера | Клімат Умм-Хаджера | Клімат Умм-Хаджера | Клімат Умм-Хаджера |
| Показник                | Січ.               | Лют.               | Бер.               | Квіт.              | Трав.              | Черв.              | Лип.               | Серп.              | Вер.               | Жовт.              | Лист.              | Груд.              | Рік                |
| Середній максимум, °C   | 35,1               | 36,8               | 39,4               | 41,1               | 40,2               | 38,2               | 34,3               | 31,7               | 34                 | 36,9               | 36,3               | 35,3               | 36,6               |
| Середня температура, °C | 25,5               | 27,6               | 31                 | 33,5               | 33,4               | 31,8               | 29                 | 27,3               | 28,7               | 29,8               | 28,1               | 26                 | 29,3               |
| Середній мінімум, °C    | 15,7               | 17,5               | 21,2               | 24,3               | 25,2               | 24,7               | 22,8               | 21,6               | 21,4               | 20,8               | 18,3               | 16                 | 20,8               |
| Норма опадів, мм        | 0                  | 0                  | 1.5                | 2                  | 10                 | 34.5               | 114.2              | 180.9              | 61.5               | 6.9                | 0                  | 0                  | 411.5              |
| Днів з опадами          | 0                  | 0,2                | 0,2                | 0,9                | 3,1                | 7,7                | 15,3               | 13,8               | 6,9                | 1,7                | 0                  | 0                  | 49,8               |
| Вологість повітря, %    | 22.9               | 18.7               | 18.8               | 23.6               | 33.3               | 46.8               | 62.8               | 71.8               | 64.4               | 44.7               | 30.1               | 26.5               | 38.7               |
| ----------------------- | ------------------ | ------------------ | ------------------ | ------------------ | ------------------ | ------------------ | ------------------ | ------------------ | ------------------ | ------------------ | ------------------ | ------------------ | ------------------ |
| Джерело: Weatherbase    |                    |                    |                    |                    |                    |                    |                    |                    |                    |                    |                    |                    |                    |